# Водопроникність матеріалу
Водопроникність — здатність матеріалу пропускати воду під тиском:
ВПР = W / τ F , кг/год·см2, 
де W — кількість води, кг; τ — проміжок часу, год.; F — поверхня матеріалу, см2.
Ступінь водопроникності залежить від будови і щільності матеріалу.
Водопроникність є показником якості гідроізоляційних і покрівельних матеріалів.